# Anemia tenera
Anemia tenera är en ormbunkeart som beskrevs av Pohl. Anemia tenera ingår i släktet Anemia och familjen Anemiaceae. Inga underarter finns listade.